# James Bowman Lindsay

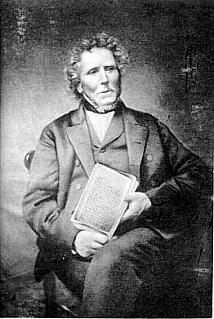
James Bowman Lindsay

James Bowman Lindsay (* 8. September 1799 in Carmyllie bei Arbroath in Angus, Schottland; † 29. Juni 1862 in Dundee) war Dozent, Physiker und Erfinder. Er zeichnete für einige Erfindungen verantwortlich, die auch nach seinem Tod noch nicht fortentwickelt waren, darunter die weltweit erste elektrische Lampe mit Glaskolben heute bekannt als Glühbirne, Unterwassertelegrafie und Elektroschweißen.

## Leben
Der Autodidakt begann nach einer Tätigkeit in jungen Jahren als Leinenweber ab 1820 an der St. Andrews University in Dundee mit Studien. 1829 unterrichtete er bereits über Mathematik, Magnetismus und Elektrizität als Dozent der Watt-Institution in Dundee. 1832 führte er seinen Schülern einen elektrischen Telegrafen im Unterricht vor.
Sein unermüdlicher Forschungsdrang lenkte dann sein Interesse auf Versuche zur elektrischen Erzeugung von Licht. Am 25. Juli 1835 führte er erstmals öffentlich ein mittels einer Glühlampe konstant erzeugtes elektrisches Licht vor. Er vervollkommnete seine Vorrichtung zwar, konzentrierte sich aber in der Folgezeit wieder auf die drahtlose Übertragung. Sein profundes Wissen befähigte ihn, schon 1835 einen Vorschlag zum elektrischen Lichtbogenschweißen vorzulegen. 1841 unterrichtete er für ein Jahresgehalt von 50 Pfund auch im örtlichen Gefängnis.
Der Erfinder überdachte ferner die Konstruktion von Unterwasserkabeln zur Energie- und Nachrichtenübertragung. Er glaubte an die Möglichkeit der Übermittlung von Nachrichten über den Atlantik, bei der das Wasser Leitermedium sein sollte. 1843 schlug er ein nicht isoliertes Unterwasserkabel mit Masse-Batterien über den Ozean hinweg vor. Ein praktisches Experiment im Hafen von Dundee über eine Distanz von 120 Feet (37 Meter) zeigte 1853 die grundsätzliche Richtigkeit seiner Überlegungen.

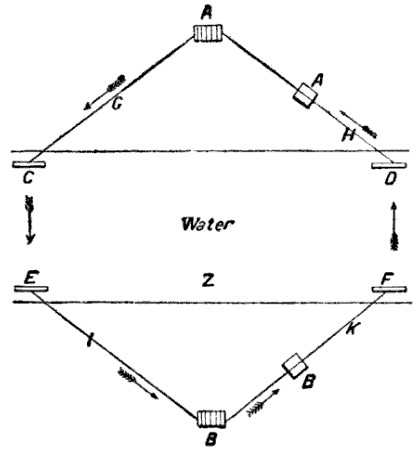
Telegraph von Lindsay James Bowman

 1854 erhielt Lindsay ein Patent zur drahtlosen Telegrafie. Das Wasser des Flusses Tay verwendete er im selben Jahr als elektrischen Leiter über eine Strecke von ca. 1.600 Meter von Dundee nach Woodhaven.
1858 publizierte er astronomische Tabellen, die ihm eine gewisse Berühmtheit einbrachten. Wegen seiner Verdienste um die Wissenschaft gewährte ihm die Regierung eine Pension von 100 Pfund jährlich. Er verzichtete im selben Jahr auf die Lehrtätigkeit im Gefängnis. 1859 führte er ferner am Fluss Dee eine Demonstration der Übertragungsmöglichkeit durch und wurde unter anderem von Michael Faraday und Lord Kelvin gelobt.
Lindsay wäre mehr ins Bewusstsein der Öffentlichkeit gerückt, wäre er ein weltgewandter und kein schüchterner Mensch gewesen, der die Bedeutung seiner Erfindungen für die Praxis verkannte. Der Junggeselle fand im Leben trotz großer Ideen nur ein bescheidenes Auskommen mit seiner Dozententätigkeit.